# سای پارانجپی
سای پارانجپی (انگلیسی: Sai Paranjpye؛ زادهٔ ۱۹ مارس ۱۹۳۸) کارگردان فیلم، فیلم‌نامه‌نویس و مستندساز اهل هند است.
وی همچنین برندهٔ جوایزی همچون جایزه فیلم‌فیر بهترین کارگردانی شده‌است.
پارانجپی کارگردان فیلم‌هایی همچون لمس و چشم بد دور بوده‌است.